# ACM Crossroads
ACM Crossroads es una publicación científica publicada en impreso y de forma electrónica por la Association for Computing Machinery. El texto completo está disponible en línea, sin descripción. La primera edición fue publicada en 1994. De acuerdo a ACM, está orientado por y para estudiantes, y fue su primera publicación electrónica. Las copias en circulación se reportan que son de aproximadamente 20.000. Los tópicos existen para cada trimestre desde 1994, con una tirada extra en 2001.